# قرية نيوبورت (نيويورك)
قرية نيوبورت (بالإنجليزية: Newport (village), New York)‏ هي منطقة سكنية تقع في الولايات المتحدة في مقاطعة هيركايمر، نيويورك. يقدر عدد سكانها بـ 640 نسمة ومساحتها 1.5 كم2 وترتفع عن سطح البحر 202 متر.

## التركيبة السكانية
حدّد مكتب تعداد الولايات المتحدة بيانات التركيبة السكانية لقرية نيوبورت في تعداد الولايات المتحدة. في ما يلي، التركيبة السكانية حسب تعدادي 2000 و2010.

### تعداد عام 2000
بلغ عدد سكان قرية نيوبورت 640 نسمة بحسب تعداد عام 2000، وبلغ عدد الأسر 262 أسرة وعدد العائلات 165 عائلة مقيمة في القرية. في حين سجلت الكثافة السكانية 418.3 نسمة لكل كيلومتر مربع (1,083.4/ميل2). وبلغ عدد الوحدات السكنية 289 وحدة بمتوسط كثافة قدره 188.9 لكل كيلومتر مربع (489.2/ميل2).
وتوزع التركيب العرقي للقرية بنسبة 99.22% من البيض و0.47% من الأمريكيين الأفارقة و0.31% من عرقين مختلطين أو أكثر و0.16% من الهسبانيون أو اللاتينيون من أي عرق.
بلغ عدد الأسر 262 أسرة كانت نسبة 34% منها لديها أطفال تحت سن الثامنة عشر تعيش معهم، وبلغت نسبة الأزواج القاطنين مع بعضهم البعض 46.9% من أصل المجموع الكلي للأسر، ونسبة 12.6% من الأسر كان لديها معيلات من الإناث دون وجود شريك، بينما كانت نسبة 3.4% من الأسر لديها معيلون من الذكور دون وجود شريكة وكانت نسبة 37% من غير العائلات. تألفت نسبة 33.2% من أصل جميع الأسر من عدة أفراد يعيشون في نفس المنزل ونسبة 16.4% كانت تتألف من شخص يعيش بمفرده يبلغ من العمر 65 عاماً أو أكثر. وبلغ متوسط حجم الأسرة المعيشية 2.44، أما متوسط حجم العائلات فبلغ 3.10.
بلغ العمر الوسطي للسكان 37.6 عاماً. وكانت نسبة 25.6% من القاطنين تحت سن الثامنة عشر، وكانت نسبة 6.1% بين الثامنة عشر والرابعة والعشرين عاماً، ونسبة 28.9% كانت واقعةً في الفئة العمرية ما بين الخامسة والعشرين والرابعة والأربعين عاماً، ونسبة 20.5% كانت ما بين الخامسة والأربعين والرابعة والستين، ونسبة 18.9% كانت ضمن فئة الخامسة والستين عاماً فما فوق. يوجد لكل 100 أنثى 86.6 ذكر، ويوجد لكل 100 أنثى في الثامنة عشر من عمرها فما فوق 81.7 ذكر.
بلغ متوسط دخل الأسرة في القرية 33,750 دولارًا، أما متوسط دخل العائلة فبلغ 41,111 دولارًا. وكان متوسط دخل الذكور 32,500 دولارًا مقابل 26,528 دولارًا للإناث. وسجل دخل الفرد الخاص بالقرية 18,324 دولارًا. وكانت نسبة 6.5% من العائلات ونسبة 7.8% من السكان تحت خط الفقر، وكان من هؤلاء نسبة 14.4% تحت سن الثامنة عشر ونسبة 3.5% في الخامسة والستين من العمر وما فوق.

### تعداد عام 2010
بلغ عدد سكان قرية نيوبورت 640 نسمة بحسب تعداد عام 2010، وبلغ عدد الأسر 273 أسرة وعدد العائلات 157 عائلة مقيمة في القرية. في حين سجلت الكثافة السكانية 418.3 نسمة لكل كيلومتر مربع (1,083.4/ميل2). وبلغ عدد الوحدات السكنية 292 وحدة بمتوسط كثافة قدره 190.8 لكل كيلومتر مربع (494.2/ميل2).
وتوزع التركيب العرقي للقرية بنسبة 97.81% من البيض و1.09% من الأمريكيين الأفارقة و0.31% من الأمريكيين ذوي الأصول الآسيوية و0.16% من سكان جزر المحيط الهادئ و0.62% من عرقين مختلطين أو أكثر و0.94% من الهسبانيون أو اللاتينيون من أي عرق.
بلغ عدد الأسر 273 أسرة كانت نسبة 33% منها لديها أطفال تحت سن الثامنة عشر تعيش معهم، وبلغت نسبة الأزواج القاطنين مع بعضهم البعض 40.3% من أصل المجموع الكلي للأسر، ونسبة 13.2% من الأسر كان لديها معيلات من الإناث دون وجود شريك، بينما كانت نسبة 4% من الأسر لديها معيلون من الذكور دون وجود شريكة وكانت نسبة 42.5% من غير العائلات. تألفت نسبة 33.3% من أصل جميع الأسر من عدة أفراد يعيشون في نفس المنزل ونسبة 15.4% كانت تتألف من شخص يعيش بمفرده يبلغ من العمر 65 عاماً أو أكثر. وبلغ متوسط حجم الأسرة المعيشية 2.34، أما متوسط حجم العائلات فبلغ 3.06.
بلغ العمر الوسطي للسكان 38.5 عاماً. وكانت نسبة 25.6% من القاطنين تحت سن الثامنة عشر، وكانت نسبة 8.6% بين الثامنة عشر والرابعة والعشرين عاماً، ونسبة 25.5% كانت واقعةً في الفئة العمرية ما بين الخامسة والعشرين والرابعة والأربعين عاماً، ونسبة 23.8% كانت ما بين الخامسة والأربعين والرابعة والستين، ونسبة 16.6% كانت ضمن فئة الخامسة والستين عاماً فما فوق. وتوزع التركيب الجنسي للسكان بنسبة 47.8% ذكور و52.2% إناث.